# سكينة بوخريص
سكينة بوخريص (بالإنجليزية: Soukaina Boukries)‏ (مواليد 18 مارس 1988 بمدينة فاس، المغرب) هي مغنية وممثلة وراقصة استعراضية مغربية بدأت مشوارها الفني بالمغرب من خلال برنامج استوديو دوزيم في سنة 2012. كما اشتهرت أكثر في برنامج ستار اكاديمي (عربي) في موسمه التاسع ووصلت إلى نصف النهائي. واشتهرت بالمغرب بلقب الألماسة.

## مسيرتها الفنية
اشتهرت النجمة سكينة بوخريص في سنة 2010 بتقليدها للفنانة العالمية شاكيرا لأغنية واكا وكا بفيديو على اليوتيوب وحازت على مشاهدات كثيرة وتم استضافتها في إذاعة هيت راديو ليتعرفوا على موهبتها. في سنة 2011 تم استدعاء سكينة بوخريص للقاء الفنانة العالمية شاكيرا في مهرجان موازين ومشاركتها في لوحة واكا واكا في اختتام حفل موازين. في سنة 2015، تلقت سكينة بوخريص دعوة ملكية من مملكة بروناي الاسيوية من قبل إحدى الأميرات لإحياء حفل خاص في القصر الملكي رفقة فرقتها الموسيقية بمناسبة رأس السنة.

### استوديو م2- Studio 2M
شاركت في الموسم التاسع من برنامج استوديو م2 في المغرب على القناة الثانية، وكانت ضمن فئة الاغاني الاجنبية ووصلت إلى نصف نهائيات البرنامج. 

### ستار أكاديمي 9
كانت الانطلاقة الكبيرة للفنانة سكينة بوخريص (سكينة بقريس)، حيث لقت فرصتها لكي تظهر إلى الشرق الأوسط وشمال افريقيا من جديد، ومن خلال البرنامج قدمت العديد من اللوحات الفنية العالمية من توقيع المصممة اليسار كركلا إلى جانب العديد من الاغاني الاجنبية. نافست في البرنامج بقوة رغم كونها الوحيدة التي تغني الاجنبي ولقد تم دخولها منطقة الخطر ثلاث مرات، في المرة الأولى حصلت على أعلى نسبة بتصويت الجمهور وفي المرة الثانية حصلت كذلك على أعلى نسبة في الموسم التاسع بتصويت الجمهور وفي المرة الثالثة كانت ضمن تصفيات النهائيات ولم يحالفها الحظ لتكون في نهائي ستار اكاديمي 9.

### برنامج أجمل سنين عمرنا
قدمت الفنانة سكينة بوخريص عروضا لأغاني أجنبية تاريخية خلال حلقات برنامج أجمل سنين عمرنا على القناة المصرية CBC
.

## وسائل التواصل الاجتماعي
- Facebook
- Twitter
- Instagram